# رانييل دي فاسكونسيلوس
رانييل دي فاسكونسيلوس (بالبرتغالية: Raniel) (11 يونيو 1996 بريسيفي في البرازيل - ) هو لاعب كرة قدم برازيلي في مركز الهجوم لعب سابقاً في نادي خورفكان الإماراتي.

## روابط خارجية
- رانييل دي فاسكونسيلوس على موقع قاعدة بيانات كرة القدم.إي يو (الإنجليزية)
- رانييل دي فاسكونسيلوس على موقع Soccerway.com (الإنجليزية)